# Kazimierz Z. Poznański
Kazimierz Z. Poznański (ur. 27 lutego 1946 w Brunszwiku w Niemczech, zm. 26 marca 2024) – polski i amerykański ekonomista, pracownik naukowy i profesor Jackson School of International Studies Uniwersytetu Waszyngtońskiego w Seattle. Zajmuje się zagadnieniami związanymi z transformacją gospodarczą oraz z zakresu stosunków międzynarodowych.

## Życiorys
Był synem dziennikarzy i żołnierzy Armii Krajowej Stanisława i Ireny z Ostrihanskich. 
Absolwent Wydziału Nauk Ekonomicznych Uniwersytetu Warszawskiego, gdzie obronił także doktorat (1974). W latach 1969–1980 pracownik Instytutu Planowania. Od 1980 roku pracował w Stanach Zjednoczonych, początkowo jako stypendysta na Uniwersytecie Princeton, później wykładał na Uniwersytecie Cornella. Od 1987 roku pracował na Uniwersytecie Waszyngtońskim. Jest znany z publikacji krytycznych wobec przebiegu polskiej transformacji gospodarczej: książek Wielki przekręt: klęska reform Polski (2000) i Obłęd reform: wyprzedaż Polski (2001).
Był także autorem wierszy i malarzem. Jego obrazy wystawiane były w galeriach w Chinach, Kanadzie, Polsce i USA.

## Życie prywatne
Jego żoną była Joanna K. Górecka (ur. 1946).

## Wybrane publikacje
- Innowacje w gospodarce kapitalistycznej (1979)
- Poland’s Protracted Transition: Institutional Change and Economic Growth in 1970-1994 (1996)
- Wielki przekręt: klęska polskich reform (2000)
- Obłęd reform: wyprzedaż Polski (2001)
- Negative End of Globalization: Expropriation of National Capital in Eastern Europe (2005)
- Długi wiersz = Long poem (2010)